# 로타바이러스
로타바이러스(영어: rotavirus, 문화어: 로타비루스)는 유아와 어린이들 사이에서 설사의 가장 흔한 원인이 되며, 인플루엔자와는 관련이 없이 장염을 일으키는 바이러스들 가운데 하나이다. 레오바이러스과에 속하는 겹가닥 RNA 바이러스의 속이다. 5살까지 거의 모든 아이들은 적어도 한 번은 로타바이러스에 감염된다. 그러나 성인들에도 영향을 줄 수 있다. 로타바이러스에는 A, B, C, D, E라는 5개의 바이러스 종이 있으며 이 가운데 로타바이러스 A가 가장 잘 알려져 있다.
로타바이러스는 분변 - 구강 경로를 통해 전파된다. 로타바이러스에 감염되면 소장에 늘어선 세포가 손상을 입어 위장염을 일으킨다. 1973년 루스 비셥 등에 의해 발견되어 전자현미경 이미지를 얻을 수 있었지만, 역사적으로 이 바이러스의 중요성은 공중보건에서 경시되어 왔으며, 그러한 경향은 개발도상국일수록 특히 현저하다. 인간의 건강에도 중요할 뿐만 아니라 동물도 감염이 될 수 있기 때문에 가축의 병원체이기도 하다.
일반적으로 로타바이러스는 관리를 요하는 소아 질환이지만, 다른 한편으로 2013년의 1년간 로타바이러스는 소아 전체 중에서 설사로 인한 사망의 37%를 차지하였으며, 215,000명의 영유아의 사망을 일으켰다. 더불어 사망자 이외에도 200만 명이 중증 환자가 발생했다. 사망자나 중증 환자 대부분은 개발도상국에서 발생한다. 미국에서 로타바이러스 백신 접종 프로그램을 시작하기 전에는 270만 명의 어린이가 위장염이 발병하였고, 6만 명이 의료 서비스를 받아 37명 안팎이 사망했다. 로타바이러스 백신의 도입과 함께, 미국에서는 의료 서비스를 받는 환자의 비율이 격감하고 있다. 로타바이러스 퇴치를 위한 공중 보건 캠페인은 감염자에 대한 경구 수분 보충과 예방을 위한 백신 접종에 초점을 맞추고 있다. 소아 예방 접종 프로그램에 로타바이러스 백신을 도입한 국가에서는 로타바이러스의 발생과 중증 환자를 발생을 줄일 수 있다.

## 개요

### 로타바이러스의 유형
로타 바이러스는 A에서 H군까지 8개의 종류로 나누어진다. 인간은 주로 A군, B군, C군에 감염되고, 특히 A군에 의한 감염이 많다. E군과 H군은 돼지, D군, E군, F군은 조류에게 감염된다. A군 로타바이러스는 또한 여러 주로 나뉘며, 이것을 혈청형이라고 부른다. 혈청형은 인플루엔자 바이러스와 마찬가지로 2개의 표면 단백질의 조합에 의해 결정된다. 당 단백질 VP7이 G 혈청형을, 프로테아제 감수성 단백질 VP4가 P 혈청형을 결정한다. G형을 정의하는 유전자와 P형을 정의하는 유전자는 별도로 자손 바이러스에 이어지기 때문에 다양한 조합이 생긴다. A군 로타바이러스 유형의 결정은 비정형 로타바이러스의 유전자형을 결정하기 때문에 전체 게놈 유전자 형별(whole genome genotyping)이 사용되는 경우도 있다. 또한 로타 바이러스 유형의 분포는 연도와 지역에 따라 변동될 수 있다. 바이러스의 유형 분류가 되면서, C군 로타바이러스의 유행은 A군 로타바이러스에 비해 느린 것으로 알려져 왔으며, C 군 증증 사례 115건의 분석에서는 5 ~ 9세가 57%, 10 ~ 14세가 20%를 차지하고 있었다.

### 구조
로타바이러스의 게놈은 11 분절로 나누어지며, 총 18,555 염기쌍의 겹가닥 RNA이다. 각 분절은 하나의 유전자이며, 큰 순서대로 1부터 11까지 번호가 할당되어 있다. 각 유전자는 한 종류의 단백질을 코드하고 있지만, 제 9 유전자 분절은 예외적으로 2개의 단백질을 코드하고 있다. RNA는 외각, 내각으로 이루어진 2층의 캡시드와 그 내층에 존재하는 코어 등 모두 3층으로 이루어진 단백질에 싸여 있고, 코어를 감싸는 캡시드 단백질의 모양은 정이십면체이다. 바이러스 입자의 입자 직경은 최대 76.4 nm이며, 외피가 없다.

### 단백질

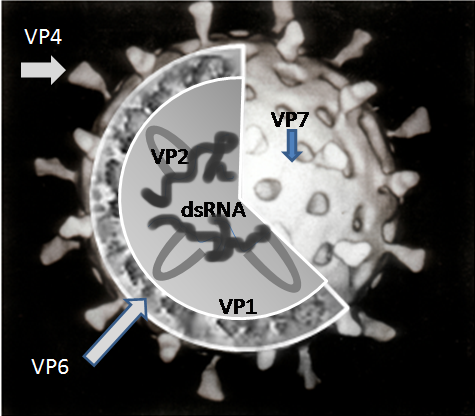
로타바이러스 구조 단백질의 위치에 대한 단순화 다이어그램

6개의 바이러스성 단백질(VP)이 바이러스 입자를 구성한다. 이 구조 단백질군은 각각 VP1, VP2, VP3, VP4, VP6 및 VP7로 불린다. 당단백질 VP7이 G 혈청형을 결정한다. 구조 단백질인 VP 이외에 로타바이러스는 감염된 세포의 내부에서도 비구조단백질(NSP)을 합성한다. 이 비구조 단백질은 각각 NSP1, NSP2, NSP3, NSP4, NSP6 및 NSP7라고 불린다.
로타바이러스 게놈에 코드되는 12개 유전자 중 6개는 RNA 결합 단백질이다. 로타바이러스의 복제에서 이러한 단백질의 역할은 완전히 이해되지 않지만, RNA의 합성과 바이러스 입자로 포장, 게놈 복제 장소에 mRNA 운송, mRNA의 번역과 유전자 발현 조절에 관여하는 것으로 생각되고 있다.

#### 구조 단백질

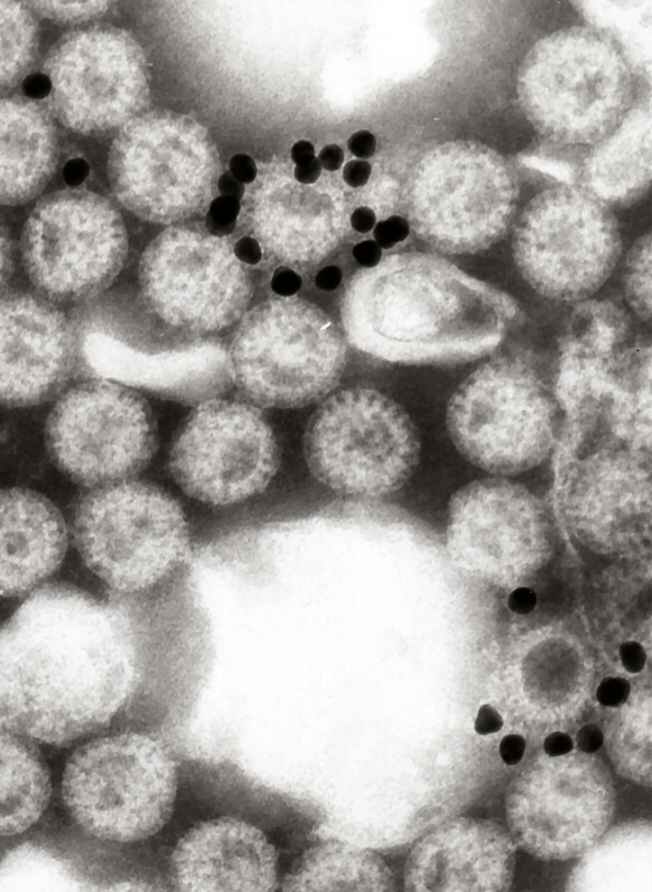
로타바이러스에 부착된 금 나노 입자의 전자현미경, 작고 어두운 원형 물체는 로타바이러스 단백질 VPv6에 특정한 모노 클론 항체로 코팅된 금색 나노 입자이다.

VP1은 바이러스 입자의 코어 내에 존재하는 RNA 중합 효소이다. 감염된 세포에서 VP1은 바이러스 단백질의 합성이나 새로 합성된 바이러스 입자의 게놈이 되는 RNA 분절의 복제에 사용되는 mRNA를 합성한다.
VP2는 바이러스 입자의 코어를 형성하고, RNA와 결합한다.
VP3는 핵심 성분 중 하나로, 구아닐산 전달효소라는 효소이다. VP3는 캡 형성 효소이며, mRNA의 전사 후에 변형으로 생기는 5'캡의 부가 반응을 촉매한다. 캡 구조는 핵산을 분해하는 효소인 핵산가수 분해효소로부터 바이러스 mRNA를 보호하여 mRNA의 안정화에 기여한다.
VP4는 스파이크 모양의 돌기로 바이러스 입자 표면에 존재하는 외피 단백질이다. VP4는 세포 표면 수용체라고 불리는 분자에 결합하여 바이러스의 세포 침입을 일으킨다. VP4는 장관에 나타나는 단백질 분해 효소인 트립신에 의해 처리를 받아 VP5*와 VP8*에 절단된다. VP4는 바이러스의 병원성을 결정하는 인자이며, 또한 로타바이러스의 P형을 결정하는 요인이기도 하다. 사람의 경우 노로바이러스와 마찬가지로에 혈액형 항원의 분비 여부와 로타바이러스에 대한 감수성은 상관관계에 있다. 혈액형 항원을 분비하지 않는 사람은 P형과 P형에 저항성이 있는 것인데, 이것은 앞의 두 유전자형 로타바이러스가 혈액형 항원을 수용체로 이용될 수 있음을 시사한다.
VP6은 캡시드의 주성분으로 내각을 구성한다. 항원성이 높고, 로타바이러스 종의 식별에 사용된다. 또한 VP6은 A군 로타바이러스 감염의 검사에도 사용된다.
VP7는 바이러스 입자의 외피를 형성하는 당단백질이다. 구조에 관련된 것 이외에도 VP7은 G형을 결정하고 VP4와 함께 로타바이러스 감염에 대한 면역에 관계한다.